# Soha nem volt még ilyen áldott éj
A Soha nem volt még ilyen áldott éj (Áldott éj, The Midnight Clear) egy amerikai karácsonyi dal.
Magyar feldolgozás:
| Szerző        | Mire                 | Mű                            | Előadás |
| ------------- | -------------------- | ----------------------------- | ------- |
| Farkas Ferenc | vegyeskar            | Áldott éj                     | [ 2 ]   |
| Soós András   | gyermek vonószenekar | Karácsonyi muzsika, 12. oldal |         |

## Felvételek
- Soha nem volt meg ilyen áldott éj. Újpalotai Forrás Zenekar  YouTube (2015. december 18.)  (Hozzáférés: 2017. március 9.) (audió)
- It came upon the midnight clear - Soha nem volt még ilyen áldott éj... YouTube (2016. december 7.)  (Hozzáférés: 2017. március 9.) (videó) rézfúvós